# Weiss-Amphitheater
Das Weiss-Amphitheater ist eine 3 km breite Caldera im westantarktischen Marie-Byrd-Land. In der Executive Committee Range nimmt sie den südzentralen Teil des Mount Sidley ein.
Der United States Geological Survey kartierte sie anhand eigener Vermessungen und Trimetrogon-Luftaufnahmen der United States Navy aus den Jahren 1958 bis 1960. Das Advisory Committee on Antarctic Names benannte sie 1962 nach Bernard D. Weiss (1921–2010), leitender Meteorologe auf der Byrd-Station im Jahr 1959, sowie deskriptiv nach ihrem Aussehen, das begünstigt durch die nicht mehr vorhandene Südwand an ein Amphitheater erinnert.